# Dučina
Dučina (izvirno srbsko Дучина) je naselje v Srbiji, ki upravno spada pod Mestno občino Sopot; slednja pa je del Mesta Beograd.

## Demografija
V naselju živi 604 polnoletnih prebivalcev, pri čemer je njihova povprečna starost 44,3 let (43,8 pri moških in 44,8 pri ženskah). Naselje ima 235 gospodinjstev, pri čemer je povprečno število članov na gospodinjstvo 3,13.
To naselje je v glavnem srbsko (glede na popis iz leta 2002), a v času zadnjih treh popisov je opazno zmanjšanje števila prebivalcev.
|  |

| Demografija | Demografija     | Demografija     |
| Leto        | Št. prebivalcev | Št. prebivalcev |
| ----------- | --------------- | --------------- |
|             |                 |                 |
|             |                 |                 |
|             |                 |                 |
|             |                 |                 |
| 1948        | 1173            |                 |
| 1953        | 1205            |                 |
| 1961        | 1105            |                 |
| 1971        | 1003            |                 |
| 1981        | 912             |                 |
| 1991        | 845             | 820             |
| 2002        | 782             | 736             |
|             |                 |                 |

| Etnična sestava po popisu iz leta 2002 | Etnična sestava po popisu iz leta 2002 | Etnična sestava po popisu iz leta 2002 | Etnična sestava po popisu iz leta 2002 | Etnična sestava po popisu iz leta 2002 |
| -------------------------------------- | -------------------------------------- | -------------------------------------- | -------------------------------------- | -------------------------------------- |
| Srbi                                   | Srbi                                   |                                        | 730                                    | 99,18%                                 |
| Makedonci                              | Makedonci                              |                                        | 4                                      | 0,54%                                  |
| Črnogorci                              | Črnogorci                              |                                        | 1                                      | 0,13%                                  |
| Neznano                                | Neznano                                |                                        | 1                                      | 0,13%                                  |